# Унаї Венседор
Унаї Венседор (ісп. Unai Vencedor, нар. 15 листопада 2000, Більбао) — іспанський футболіст, півзахисник клубу «Атлетік Більбао».

## Клубна кар'єра
Народився 15 листопада 2000 року в місті Більбао. Вихованець юнацької команди «Сантучу». У березні 2017 року став гравцем футбольної академії «Атлетік Більбао». 25 серпня 2018 року дебютував у складі «Більбао Атлетік», резервної команди «Атлетіка», у матчі іспанської Сегунди Б проти «Туделано». Всього за два роки взяв участь у 63 матчах чемпіонату.
16 лютого 2020 року Венседор дебютував в основному складі «Атлетік Більбао» в матчі іспанської Ла Ліги проти «Осасуни», вийшовши в стартовому складі «левів». 17 січня 2021 року він виграв свій перший титул — Суперкубок Іспанії, зігравши в обох матчах того турніру, в тому числі у фінальному матчу проти «Барселони» (3:2). Станом на 23 січня 2021 року відіграв за клуб з Більбао 12 матчів в національному чемпіонаті.

## Виступи за збірну
У 2018—2019 роках зіграв три матчі у складі юнацької збірної Іспанії (U-19).

## Статистика виступів

### Статистика клубних виступів
| Сезон             | Команда           | Чемпіонат         | Чемпіонат | Чемпіонат | Національний кубок | Національний кубок | Національний кубок | Континентальні кубки | Континентальні кубки | Континентальні кубки | Інші змагання | Інші змагання | Інші змагання | Усього | Усього | Усього |
| Сезон             | Команда           | Ліга              | Ігор      | Голів     | Ліга               | Ігор               | Голів              | Ліга                 | Ігор                 | Голів                | Ліга          | Ігор          | Голів         | Ігор   | Голів  |        |
| ----------------- | ----------------- | ----------------- | --------- | --------- | ------------------ | ------------------ | ------------------ | -------------------- | -------------------- | -------------------- | ------------- | ------------- | ------------- | ------ | ------ | ------ |
| 2018–19           | «Більбао Атлетік» | СДБ               | 36        | 2         |                    | -                  | -                  |                      | -                    | -                    |               | -             | -             | 36     | 2      |        |
| 2019–20           | «Більбао Атлетік» | СДБ               | 27        | 3         |                    | -                  | -                  |                      | -                    | -                    |               | -             | -             | 27     | 3      |        |
| 2019–20           | «Атлетік Більбао» | ПД                | 1         | 0         | КІ                 | 0                  | 0                  |                      | -                    | -                    |               | -             | -             | 1      | 0      |        |
| 2020–21           | «Атлетік Більбао» | ПД                | 5         | 0         | КІ                 | 0                  | 0                  |                      | -                    | -                    |               | -             | -             | 5      | 0      |        |
| Усього за кар'єру | Усього за кар'єру | Усього за кар'єру | 69        | 5         |                    | 0                  | 0                  |                      | -                    | -                    |               | -             | -             | 69     | 5      |        |

## Титули і досягнення
- Володар Суперкубка Іспанії (1):

«Атлетік Більбао»: 2020